# 고급 호스트 컨트롤러 인터페이스
고급 호스트 컨트롤러 인터페이스(Advanced Host Controller Interface, AHCI)는 소프트웨어가, 병렬 구조의 ATA(PATA)에서 제공되지 않는 기능(핫 플러깅 등)을 제공하도록 설계된 호스트 버스 어댑터와 같은 시리얼 ATA (SATA) 장치들과 신호를 주고 받을 수 있도록 만든 하드웨어 구조를 뜻한다. 이 규격은 시스템 메모리와 장치 사이의 데이터 전송을 목적으로 컴퓨터 하드웨어 제조업체들을 위한 시스템 메모리 구조를 자세하게 명시해 놓고 있다. 현재의 규격 버전은 2008년 6월 v1.3이다.
많은 SATA 컨트롤러들은 AHCI만 따로, 또는 RAID 지원과 결합하여 사용할 수 있다. 인텔은 자사 메인보드에 AHCI/SATA 모드보다 AHCI와 더불어 RAID 모드를 선택할 것을 권하고 있다.
AHCI는 마이크로소프트 윈도우 비스타, 7과, 커널 2.6.19의 리눅스 운영 체제에서 완전히 지원된다. AHCI 지원은 윈도우 XP 미디어 센터 에디션부터 지원한다. (별도의 드라이버 설치를 하지 않는 한 유일하게 지원하는 XP 버전이다) 더 오래된 운영 체제들이 AHCI를 지원하게 하려면 호스트 버스 어댑터 제조업체가 제공하는 드라이버를 사용해야 한다.

## 같이 보기
- NVM 익스프레스(NVMe)

### 규격 문서
- (영어) 버전 0.95 규격
- (영어) 버전 1.0 규격
- (영어) 버전 1.1 규격
- (영어) 버전 1.2 규격
- (영어) 버전 1.3 규격